# Der vierte Bruder, der einäugige Fleischer

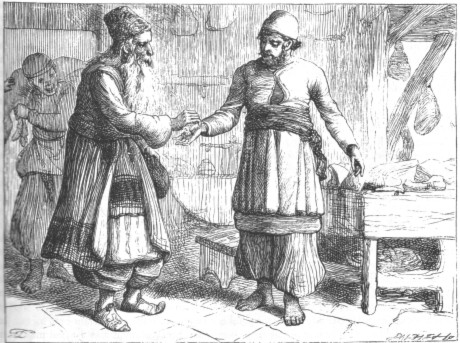
Illustration

Der vierte Bruder, der einäugige Fleischer ist ein Märchenschwank aus Tausendundeine Nacht. Er steht in Claudia Otts Übersetzung als Der vierte Bruder, der einäugige Fleischer (Nacht 160–161), bei Max Henning und bei Gustav Weil als Geschichte des vierten Bruders des Barbiers.

## Inhalt
Der Friseur erzählt von seinem vierten Bruder, einem reichen Metzger. Ein alter Mann betrügt ihn mit Silbermünzen, die sich in Papier verwandeln. Als er ihn packt, verwandelt er den gerade aufgehängten Schafbock in einen Mann, so als würde er Menschenfleisch anbieten. Die Leute prügeln ihn, der Alte haut ihm das Auge aus und der Polizeihauptmann beschlagnahmt ihm alles. Er wird Schuster. Einmal kommt der König vorbei und lässt ihn schlagen, weil er einäugig ist. Dann verwechselt man ihn mit einem Räuber, und da er schon Schlagspuren hat, glaubt man ihm nicht, bestraft ihn wieder und verbannt ihn.

## Einordnung
Neben den Narben durch die vorherige Bestrafung stempelt seine Einäugigkeit den Metzger zum Schuldigen. Den Märchenschwank erzählt der Friseur aus Die Geschichte des Schneiders: Der hinkende junge Mann aus Bagdad und der Friseur und Die Geschichte des Friseurs. Es folgt Der fünfte Bruder, der mit den abgeschnittenen Ohren, Der sechste Bruder, der mit den abgeschnittenen Lippen.